# روحي الخماش
روحي الخماش (1923 - 1998) هو موسيقار وعازف وملحن عراقي من أصل فلسطيني كان لـه دور كبير في تطوير الموسيقى العراقية والحفاظ عليها، وازدهار الحركة الموسيقية في العراق، أسس فرقاً فنية أسهمت بدور كبير في حفظ التراث الفني العراقي وتطويره، مثل فرقة الموشحات عام 1948 التي تحوّل اسمها عام 1961 إلى فرقة أبناء دجلة، وفرقة الإنشاد العراقية، وفرقة خماسي بغداد التي تحول اسمها إلى (خماسي الفنون الجميلة) وغيرها من الفرق التي تركت بصمة واضحة في مسيرة الفن والغناء والموسيقى العراقية خلال النصف الثاني من القرن العشرين. وهو ملحن أنشودة (يا إله الكون) وهو ابتهال ديني ارتبط بتقاليد وشعائر رمضان في العراق.

## حياته
ولدَ روحي الخماش عام 1923 في نابلس في فلسطين المحتلة، وفيها ترعرع. بدأ دراسته في المدرسة الخالدية الابتدائية عام 1928-1929 ثم انتقل إلى مدرسة النجاح حتى تخرج منها. بدأ حياته الفنية في سن مبكرة حيث كان أبوه ينمي موهبته ويصقل ذكاءه ويدعم ولعه بالفن والغناء، فاشترى له عودًا صغيرًا وهو لم يبلغ من العمر سوى ست سنوات ليتمكن من العزف والتدرب عليه. تعلق بعوده تعلقاً ملحوظاً وبدأ يترجم كل ما يجول بخاطره من موسيقى على عوده بشوق وولع كبيرين، وكان أحد أقربائه يشرف على عزفه ويتابعه فنياً لما رأى أمارات الذكاء بادية وظاهرة في أعماله وكان هذا الأخير هو أحمد عبد الواحد الخماش الذي درس الموسيقى في تركيا. تمكن روحي خلال عام واحد من إجادة عزف مقامات مثل «بشرف راست عاصم بيك» و«بشرف راست طاتيوس أفندي» وبعض الدواليب القديمة وسماعي بياتي قديم لسامي الشوا. 
```
أجاد العزف على العود وغناء الأدوار والموشحات وهو في سن السابعة.
وفي عام 
1932
 عندما أقيم المعرض العربي الفني في 
مدينة القدس
 كانت فرصة روحي الأولى للغناء أمام الفنان 
سامي الشوا
 الذي كان مشاركا بفرقته في المعرض فأعجب بصوت هذا الفتى وشجعه على الاستمرار وتنبأ له بمستقبل واعد.
[
2
]
 وقد كانت المصادفة أن استمع الفنان سامي الشوا إلى غناء روحي الخماش في دور «أحب أشوفك» للفنان 
محمد عبد الوهاب
، فأعجب به وشجعه على مواصلة التدريب وممارسة العروض الموسيقية، وتوالت مشاركاته الفنية بعد ذلك فأدى ذلك إلى تعزيز خطواته الفنية وتوثيقها وشهرته بين الفرق.
```

في عام 1933 م قدمه والده عازفاً على العود أمام جمهور غفير من مدن فلسطينية وعربية فكان مؤثراً في الأسماع آخذاً بمجاميع القلوب ومسيطراً على إعجاب المهتمين بالموسيقى حائزاً على استحسانهم حيث أدى بعض المقطوعات الموسيقية الغنائية لمحمد عبد الوهاب وأم كلثوم. كان الفنان عبد الوهاب قد قدم إلى فلسطين آنذاك فكان من حسن حظ روحي الخماش أن غنى أمامه وكشف عن موهبته الموسيقية في عزفه وغنائه، فأعجب الفنان محمد عبد الوهاب ببراعته وموهبته الكبيرة فأهدى اليه هدية رمزية عبرت عن عظيم إعجابه بهذا الطفل الموهوب. وفي سن العاشرة من عمره شاءت الظروف أن يحظى بالوقوف والغناء أمام سيدة الغناء العربي أم كلثوم أثناء زيارتها لمدينة يافا وإحياء حفل على مسرح مقهى أبو شاكوش في المدينة عام 1933، حيث غنى الصبي روحي الخماش أمامها موشح «سكتُ والدمع تكلم» لمحمد القصبجي، فقبّلته أم كلثوم وأثنت عليه وطلبت منه مزيدا من الغناء وأجلسته في حضنها تعبيراً عن اهتمامها به وأكباراً وأجلالها لموهبته وهو في هذه السن الصغيرة، فأعجبت به كثيراً وتنبأت له بمستقبل فني زاهر.
عندما أكمل الابتدائية كان صيته قد ذاع في كل نواحي وأرجاء مدينته وعرف باقتداره واشتهر بذكائه. وفي بداية عام 1935 وصلت أنباؤه إلى سمع الأمير عبد الله الذي طلب منه الملك غازي أن يدعوه إلى بغداد حيث الحضارة الأصيلة والإبداع والفن العظيمين فاستقبله الملك غازي فغنى له كما غنى للأمير عبد الله من قبل وزاد عليها من الأناشيد الوطنية المشهورة التي أثارت اعجاب الملك غازي وحركت عواطفه تجاهه ودفعته إلى إهدائه ساعته الشخصية ومبلغا من المال عنواناً لإعجابه به وتقديراً لموهبته الثاقبة وبالطبع كان لذلك الأثر الواضح في شخصية ذلك الطفل. استضاف الملك غازي الطفل روحي في العراق لمدة ستة أشهر قدم فيها روحي العديد من الحفلات لطلاب المدارس.
وعند افتتاح دار الإذاعة الفلسطينية سنة 1936 م عاد ثانية للمشاركة في بلاده حيث شارك فناناً مبدعاً ومنتجاً ومقدماً لبرنامج يؤدي فيه حفلاته الغنائية لمدة سنة. وفي عام 1937/1938 م سافر في بعثة دراسية إلى القاهرة في معهد الملك فؤاد الأول للموسيقى العربية من أجل أن يصقل موهبته ويقومها بالتجربة والمران والخبرة الدراسية المطلوبة. أجرى له اختبار القبول في المعهد لجنة مؤلفة من الأساتذة درويش الحريري وصفر بك علي المعاون الفني والدكتور محمود أحمد الحفني المعاون الإداري والمسيو كوسناكس مدرس النوطة الموسيقية (الصولفيج) ونظريات الموسيقى وفؤاد الإسكندراني مدرس الغناء. تخرج روحي من المعهد بامتياز سنة 1939 ليعود إلى فلسطين للعمل هناك حيث انتقل إلى القدس عام 1939 وعُيّن رئيساً لفرقة الموسيقى في الإذاعة الفلسطينية، حيث استمر في العمل حتى سنة 1948.
تخرج روحي الخماش من المعهد الموسيقي الشرقي في عام 1943 وعاد بعدها إلى نابلس ليدرس الموسيقى لفترة وجيزة، انتقل بعدها إلى دمشق حيث بدأ يؤلف الموسيقى.

## خمسون عاماً في بغداد
في عام النكبة الفلسطينية 1948 تعرضت الإذاعة الفلسطينية للهجوم، وتم تدمير مبناها الموجود في حي الطالبية في القدس الغربية، فرجع روحي الخماش إلى مدينته نابلس. إثر ذلك، استدعاه الحاكم العسكري العراقي لمدينة نابلس «طاهر الزبيدي» وأشاد بدروه الوطني وموهبته وشكره على مشاركته في إحياء عدد من الحفلات الموسيقية للجيش العراقي، وطرح عليه فكرة القيام بزيارة إلى بغداد، ومنحه تصريحاً عسكرياً من اجل تسهيل مهمة وصوله إلى العراق، فسافر إلى بغداد بصحبة مجموعة من الفنانين العراقيين الذين كانوا موجودين في فلسطين في تلك الفترة لاحياء حفلات فنية في قواعد الجيش العراقي المرابط في فلسطين. وصل الخماش بغداد في شهر تموز من عام 1948 مع شقيقتيه دنيا وفردوس في سيارة عسكرية عراقية.
في بغداد، وجد روحي الخماش أفقاً أوسع للعمل الفني ووجد نفسه ينهل من تراث فني وغنائي عريق لم يكن متوفراً له أيام إقامته في القدس. ففي إذاعة بغداد التي وظف فيها تولى مباشرة قيادة الفرقة الموسيقية المسائية، هذه الفرقة التي كانت تقدم أغانيها ومقطوعاتها الموسيقية كل مساء، وعلى الهواء مباشرة، وإليه يعود الفضل في تأسيس القسم الموسيقي في الإذاعة وتطويره ورفده بكفاءات موسيقية محترفة. وهناك في بغداد التقى روحي الخماش مع أستاذه أستاذ الموشحات العربية المعروف الشيخ علي الدرويش الذي سبق أن تعلم منه الكثير أثناء عملهما معا في إذاعة القدس، حيث قاما معاً في بغداد بتأسيس فرقة الموشحات الأندلسية، حيث كان الدوريش في سن الثمانين بينما كان الخماش في سن الخامسة والعشرين فقط. وعمل الخماش أيضاً أستاذاً لتدريس العزف على العود عام 1953 في معهد الفنون الجميلة في بغداد.
كان للخمّاش دورٌ في تطوير الموسيقى العراقية والحفاظ عليها، وكانت تلك فترة ازدهرت خلالها الحركة الموسيقية هناك. قام بتأسيس فرق فنية أسهمت بدور كبير في حفظ التراث الفني العراقي وتطويره، ومن الفرق الفنية والموسيقية والإنشادية التي أسسها في العراق، أو كان له دور رئيسي في تأسيسها: فرقة الموشحات عام 1948 (التي تحوّل اسمها عام 1961 إلى فرقة أبناء دجلة، فرقة الموشحات الثانية)، وفرقة الإنشاد العراقية، وغيرها من الفرق التي تركت بصمة واضحة في مسيرة الفن والغناء والموسيقى في العراق. كان عازفا بارعا على العود، ومطربا جميل الصوت، ملحنا ومؤلفا موسيقيا مبدعا؛ ففي مجال التلحين وضع ألحان ثلاثين موشحا منها: «هات يا محبوبي كأسي»، و«يا مليحا بالتثني»، و«أجفوة أم دلال»، كما لحن سبعة ابتهالات دينية منها «لبيك قد لبيت لك»، و«يا من يحار المرء من قدرتك»، و«حكمة الصوم»، ولحن ثمانية أناشيد وطنية منها «وطن واحد»، و«أخي العربي»، و«جيش أوطاني المظفر»، وفي مجال التأليف الموسيقي وضع أربع سماعيات ولونجا واحدة؛ وهي قطعة موسيقية ذات طابع سريع ونشط، إضافة إلى سبع عشرة مقطوعة موسيقية، منها «شم النسيم»، و«ضفاف دجلة»، و«أفراح الشباب».

## إضافة الوتر السابع للعود
علاقة الخماش بآلة العود علاقة قديمة تعود إلى سنوات طفولته الأولى، وقد درس العزف على العود أكاديمياً ثم أصبح أستاذا في تعليم العزف عليه، وكثيراً ما كان يفكر في تطوير أداء هذه الآلة الموسيقية التي رافقته طوال عمره، وقام بإضافة الوتر السابع الحصول على الأصوات الكاملة التي تشرعها آلة العود لتسهل عليه أسلوب العزف والتكنيك وارتجال الأنغام، ويعتبر إضافة الوتر السابع للعود إنجازاً موسيقياً كبيراً تفرّد به الخماش، وأهمية هذا الإنجاز أنه يفسح المجال أمام العازفين في استثمار قدر كبير من المساحة الموسيقية، ولإظهار الجمل الموسيقية بأبهى صورها.
في نھایة السبعینیات اعتزل روحي الخماش الفن واشترى أرضا زراعية في اللطيفية (إحدى ضواحي بغداد). لكنه لم يستطع مقاومة الدعوات وإلحاح أهل الفن وكان لا بد من العودة مرة أخرى، وكان في عودته مدرساً لآلة العود في معهد الدراسات النغمية وعمل في نفس الوظيفة عصراً في بيت المقام العراقي، واستمر في ذلك حتى نهاية حياته. وكان في ذلك الوقت أيضاً قد انهمك في أرضه الزراعية وأنشأ مزارع لتربية الدواجن والطيور والأبقار فضلاً عن استغلالها زراعياً استمراراً لنهج عائلته الريفية وسكن في أرضه منذ عام 1986 حتى 1998.
وفي منتصف عام 1998 فوجئ بأعراض مرض يصعب الشفاء منه، رقد على أثره في المستشفى وبقي فيها حتى وافاه الأجل في يوم الثلاثاء العاشر من جمادى الأولى سنة 1418 للهجرة الموافق لليوم الثلاثين من أغسطس/آب سنة 1998. أقامت له نقابة الفنانين العراقيين تشييعاً يليق بالفنان الكبير دفن بعده في مقبرة الكرخ الواقعة غرب مدينة بغداد.

## تكريم
حاز على وسام القدس للثقافة والفنون والآداب.

## وصلات خارجية
- موقع روسيا اليوم، رام الله تتذكر ألحان العراقي النابلسي روحي الخماش
- موقع iraqiart.com روحي الخماش
- موقع قناة الحرة، يا إله الكون... ابتهال ديني ارتبط بتقاليد وشعائر رمضان
- موقع يوتيوب، برنامج تلفزيوني خاص عن الموسيقار روحي الخماش بعنوان الوتر السابع